# Patrick Cormack, Baron Cormack

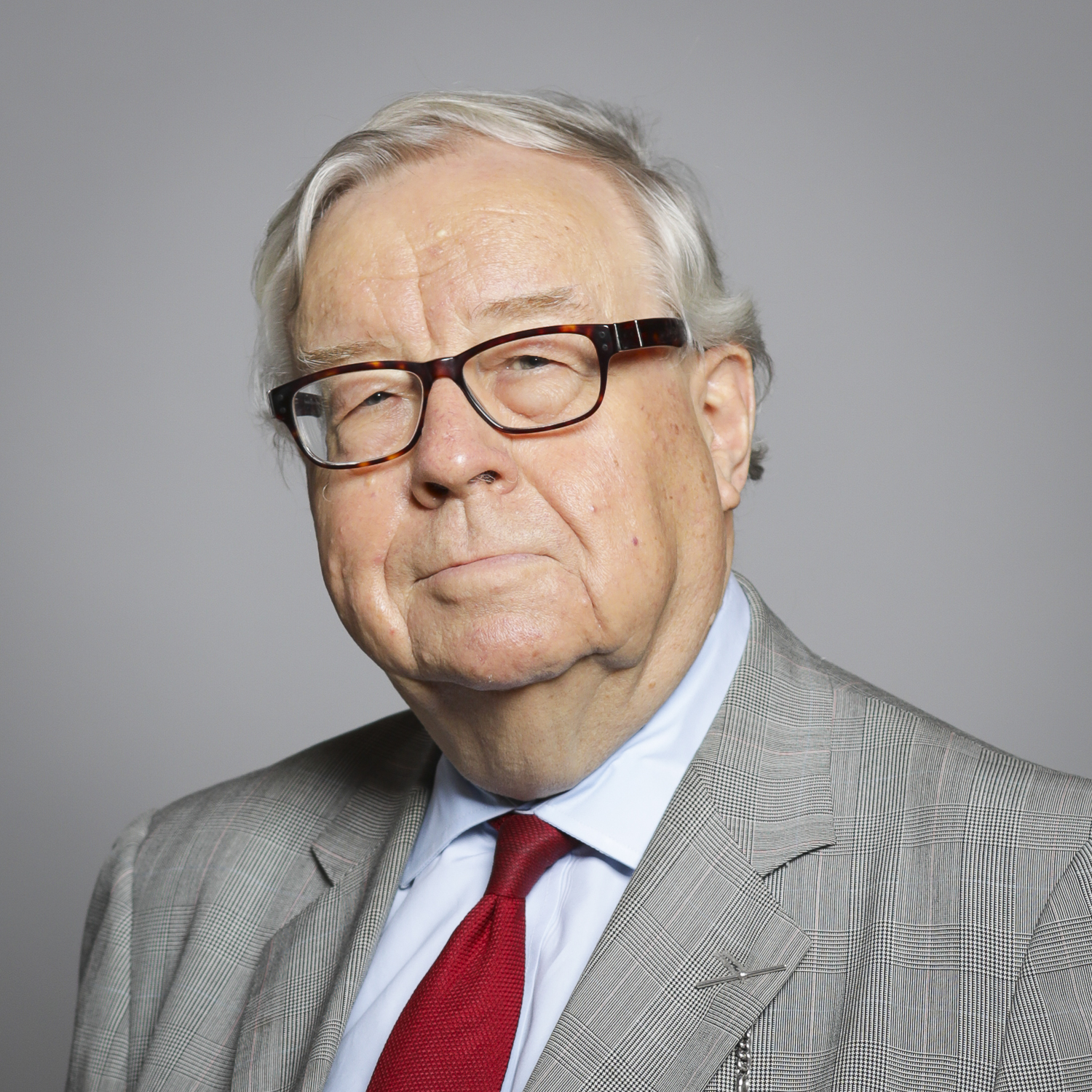
Patrick Cormack, Baron Cormack (2019)

Sir Patrick Thomas Cormack, Baron Cormack Kt DL (* 18. Mai 1939 in Grimsby; † 25. Februar 2024 in Lincoln) war ein britischer Politiker der Conservative Party, der fast 40 Jahre lang Abgeordneter des House of Commons und ab 2010 als Life Peer Mitglied des House of Lords war.

## Leben

### Studium, Lehrer und erfolglose Unterhauskandidaturen
Nach dem Besuch der St. James’s Choir School und der Havelock School absolvierte Cormack ein Studium der Geschichtswissenschaften an der University of Hull, schloss dieses Studium mit einem Bachelor of Arts (B.A.) ab und nahm im Anschluss eine Tätigkeit als Lehrer an der St. James’s Choir School auf. Während dieser Zeit war er von 1963 bis 1966 Beiratsmitglied der Historischen Vereinigung.
Bereits bei den Unterhauswahlen am 15. Oktober 1964 bewarb er sich als 25-Jähriger für die konservativen Tories im Wahlkreis Bolsover zum ersten Mal für ein Mandat im Unterhaus, verpasste aber den Einzug in das Parlament. Auch seine zweite Kandidatur bei den Wahlen vom 31. März 1966 im Wahlkreis Grimsby war ohne Erfolg.
Nach seiner zweiten Wahlniederlage wurde er 1966 Ausbildungsleiter bei Ross Ltd und wechselte 1967 als stellvertretender Schulleiter an das Wrekin College in Wellington, ehe er zwischen 1969 und 1970 Leiter für Geschichte an der Brewood Grammar School wurde.

### Unterhausabgeordneter
Cormack wurde bei den Unterhauswahlen vom 18. Juni 1970 als Kandidat der Conservative Party erstmals als Abgeordneter in das House of Commons gewählt und vertrat zunächst den Wahlkreis Cannock, danach seit der Wahl vom 28. Februar 1974 den Wahlkreis Staffordshire South West sowie zuletzt seit der Unterhauswahl am 9. Juni 1983 den Wahlkreis Staffordshire South. Bei den Unterhauswahlen am 6. Mai 2010 verzichtete er nach fast 40-jähriger Parlamentszugehörigkeit auf eine erneute Kandidatur und schied aus dem House of Commons aus.
Kurz nach seiner ersten Wahl ins Unterhaus wurde er 1970 Parlamentarischer Privatsekretär der Parlamentarischen Sekretäre im Ministerium für Gesundheit und soziale Sicherheit und bekleidete dieses Amt bis 1973. Cormack, der während seiner gesamten Parlamentszugehörigkeit zwischen 1970 und 2010 Mitglied des Unterhausausschusses für Kirchenangelegenheiten war, engagierte sich zwischen 1974 und 1997 als Gründer und Vorsitzender der historischen Vereinigung Heritage in Danger sowie zugleich zwischen 1979 und 1984 als Mitglied des Rates für historische Gebäude.
Weiterhin war er zwischen 1980 und 1995 Vorsitzender des Rates für unabhängige Bildung sowie von 1981 bis 2004 Vorsitzender der Königlichen Kommission für historische Handschriften in den National Archives.
1982 wurde Cormack Mitglied des Beratungskomitees des Lordkanzlers für öffentliche Urkunden und gehörte diesem Gremium bis 1987 an. Anschließend war er von 1987 bis 2001 Mitglied des Beratungskomitees des Lordkanzler für Unterbringung und Arbeiten, von 1992 bis 2000 während der Zeit der Jugoslawienkriege Mitglied des Rates für Frieden auf dem Balkan sowie zugleich von 1995 bis 2005 Mitglied der Generalsynode der Church of England.

### Erfolglose Kandidaturen als Unterhaussprecher und Oberhausmitglied
Ende der 1990er Jahre übernahm Cormack zahlreiche Führungsaufgaben innerhalb der Fraktion der Conservative Party und war zwischen 1997 und 2000 stellvertretender Führer des Oberhauses im Schattenkabinett seiner Partei sowie zugleich Sprecher der Opposition für Verfassungsangelegenheiten. 1995 wurde er als Knight Bachelor geadelt. Des Weiteren gehörte er von 1997 bis 1998 als Mitglied dem Beratungskomitee des Lordkanzlers für die Modernisierung des Unterhauses an und war zugleich zwischen 1997 und 2000 auch Mitglied des Gemeinsamen Ausschusses für Parlamentarische Privilegien sowie von 1997 bis 1999 Mitglied des Exekutivkomitees der britischen Parlamentarischen Gesellschaft des Commonwealth of Nations (Commonwealth Parliamentary Association, CPA).
2000 kandidierte Cormack, der zwischen 1999 und 2000 einer der Vize-Vorsitzenden der Commonwealth Parliamentary Association, von 2000 bis 2003 deren Schatzmeister sowie von 1999 bis 2006 Gouverneur der English-Speaking Union (ESU) war, nach dem Rücktritt von Betty Boothroyd erstmals für das Amt des Sprechers des Unterhauses. Allerdings unterlag er dem schottischen Abgeordneten der Labour Party, Michael Martin, der daraufhin Speaker of the House of Commons wurde.
2001 war er für eine Zeit Mitglied des Gemeinsamen Parlamentsausschusses für Menschenrechte und war ferner zwischen 2001 und 2003 Mitglied des Unterhausausschusses für Auswärtige Angelegenheiten, von 2001 bis 2010 des Unterhausausschusses für Standesregeln sowie ferner von 2001 bis 2009 des Gemeinsamen Parlamentsausschusses für die Vereinigung von Gesetzesvorhaben.
Cormack, der zwischen 2002 und 2005 Mitglied der Kommission des Unterhauses war, fungierte von 2005 bis 2010 als Vorsitzender des Unterhauses für Nordirland und war zeitgleich Mitglied des Unterhausausschusses für Zusammenarbeit.
Nachdem Michael Martin wegen der Affäre um Spesenabrechnungen von Abgeordneten am 21. Juni 2009 zurücktreten musste, bewarb sich Cormack erneut um das Amt des Unterhaussprechers. Im ersten Wahlgang am 22. Juni 2009 erreichte er allerdings nur 13 Stimmen und belegte den neunten Platz unter den zehn Kandidaten. Zum Unterhaussprecher wurde schließlich im dritten Wahlgang sein Parteifreund John Bercow gewählt.
Nach seinem Ausscheiden aus dem Unterhaus wurde Cormack durch ein Letters Patent vom 18. Dezember 2010 als Baron Cormack, of Enville in the County of Staffordshire, zum Life Peer erhoben. Kurz darauf erfolgte seine Einführung als Mitglied des House of Lords.
Seit 2011 war Lord Cormack zudem Deputy Lieutenant von Staffordshire.
Am 8. Juni 2016 bewarb sich Lord Cormack erfolglos um das Amt des Lord Speaker, die Wahl gewann Lord Fowler.